# Senna ruspolii
Senna ruspolii är en ärtväxtart som först beskrevs av Emilio Chiovenda, och fick sitt nu gällande namn av John Michael Lock. Senna ruspolii ingår i släktet sennor, och familjen ärtväxter. Inga underarter finns listade i Catalogue of Life.